# Kisbucsa
Kisbucsa è un comune dell'Ungheria di 476 abitanti (dati 2001). È situato nella contea di Zala.